# Equipe croata na Copa Davis
A equipe croata na Copa Davis representa a Croácia na Copa Davis, principal competição de tênis masculina por equipes do mundo. É administrada pela Hrvatski teniski savez.
Conquistou dois títulos.

## Última escalação
Pela fase de grupos do Finals, em setembro de 2023.
- Duje Ajduković
- Ivan Dodig
- Borna Gojo
- Mate Pavić
- Dino Prižmić